# Strada statale 488 di Rocca d'Aspide
La ex strada statale 488 di Roccadaspide (SS 488), ora strada regionale 488/a Innesto SS 19 (ponte Molinelle)-Controne (bivio SP 246) (SR 488/a) tra Postiglione e Controne, strada regionale 488/b Controne (bivio SP 246)-Roccadaspide (bivio SS 166) (SR 488/b) tra Controne e Roccadaspide, strada regionale 488/c Roccadaspide (bivio SS 166)-Castel San Lorenzo-Felitto-Ponte Rotto (SR 488/c) tra Roccadaspide e Ponte Rotto, strada regionale 488/d Ponte Rotto-Bivio Magliano Vetere-Stio (bivio SP 47) (SR 488/d) tra Ponte Rotto e Stio, strada regionale 488/e Stio (bivio SP 47)-Bivio Campora (innesto SP 142)-Moio della Civitella (bivio SP 47) (SR 488/e) tra Stio e Moio della Civitella e strada regionale 488/f Moio della Civitella (bivio SP 47)-Innesto SS 18 (Vallo della Lucania) (SR 488/f) tra Moio della Civitella e Vallo della Lucania, è una strada regionale italiana che attraversa la provincia di Salerno.

## Percorso
La strada collega la strada statale 19 delle Calabrie nel comune di Postiglione, innestandosi con la strada statale 18 Tirrena Inferiore, attraverso la valle del fiume Calore Lucano, presso Vallo della Lucania.
Lungo il suo percorso, la strada attraversa diverse località tra cui Canneto (frazione di Postiglione), Controne, Cosentini e Case Riccio (frazioni di Castelcivita), Roccadaspide, Castel San Lorenzo, Felitto, Stio e Moio della Civitella.
In seguito al decreto legislativo n. 112 del 1998, dal 17 ottobre 2001 la gestione è passata dall'ANAS alla Regione Campania, che nella stessa data ha ulteriormente devoluto le competenze alla Provincia di Salerno.